# 신승현
신승현(申承賢, 1981년 8월 13일 ~ )은 전 KBO 리그 LG 트윈스의 언더핸드 투수이다. 개명 전 이름은 김명완(金明完)이다.

## SK 와이번스시절
쌍방울 레이더스의 2차 11라운드 지명을 받았고, 계약금 없이 입단하였다. 지명된 후 쌍방울 레이더스의 해체와 동시에 자연히 SK 와이번스로 선수단이 인계되어 2000년 SK 와이번스의 창단 멤버로 프로 생활을 시작하였고 큰 활약은 없었다. 2003년에 부모가 이혼한 뒤 현재의 이름으로 개명하였다. 2005년에 두각을 드러내며 2번의 완봉승과 함께 1군 12승 9패, 154 2/3이닝동안 3점대 평균자책점을 기록하며 선발 투수로 활약하였고 2006년에는 8승 6패, 107 1/3이닝동안 3점대의 평균자책점으로 호투하였다. 하지만 2007년에는 2006년에 다친 부상에 마운드에 설 기회가 적었으며 2007년 시즌 후 입대하였고 2010년 4월에 제대하였지만 부상 회복이 되지 않아 1년간 재활하였다. 2013년 5월 6일 김상현과 진해수를 상대로 송은범과 트레이드되었다.

## KIA 타이거즈시절
2013년에 입단하였다.

## LG 트윈스시절
2013년 11월 27일 이대형의 보상 선수로 이적하였다.

## 플레이 스타일
우완 언더핸드 투수로 193cm의 큰 키와 다부진 체격을 가지고 있는데 2004년 7폭투로 2000년 박진철과 역대 잠수함 투수 최다 폭투 2위 타이 기록을 이루었으며 2005년 차정민이 7폭투로  잠수함 투수 최다 폭투 2위 타이 기록을 세우기도 했고 역대 잠수함 투수 최다 폭투 기록은 1999년 박정현의 10폭투가 최다 기록이다.

## 에피소드
2006년 8월 4일 롯데전에서 펠릭스 호세를 상대하다가 펠릭스 호세의 오른쪽 겨드랑이를 강타했다. 순간적으로 평정심을 잃은 펠릭스 호세는 원현식 주심의 만류를 뿌리치고 마운드로 달려나갔다. 당시 롯데 자이언츠 1루코치였던 공필성의 적극적인 제지로 1차 충돌은 간신히 면했지만 SK 와이번스 덕아웃 쪽으로 피한 그가 도발을 감행하는 통에 2차 충돌하였고, 그가 방망이를 뽑아 들고 펠릭스 호세에 달려가려고 했던 사건이다. 이 사건에서는 당시 마운드에 있던 그가 배터리 코치의 사인을 잘못 이해하고 사구(死球)로 내보내라는 사인으로 착각한데서 비롯되었다는 비화가 있지만 신빙성은 없다. 이 사건은 다음 날 8월 5일 경기에서 펠릭스 호세가 SK 와이번스 측 덕아웃으로 와 모자를 벗고 사과하고 이어 그 또한 롯데 자이언츠 측 덕아웃에 가서 사과하는 것과 함께 각각 벌금 300만원, 그는 유소년 야구봉사 24시간이 부과되는 징계로 최종 마무리되었다.

## 출신 학교
- 전주금평초등학교
- 전주동중학교
- 전주고등학교

## 통산 기록
| 연도 | 팀명   | 평균자책점 | 경기 | 완투 | 완봉 | 승 | 패 | 세 | 홀드 | 이닝  | 피안타 | 피홈런 | 볼넷 | 사구 | 탈삼진 | 실점 | 자책점 | 비고 |
| ---- | ------ | ---------- | ---- | ---- | ---- | -- | -- | -- | ---- | ----- | ------ | ------ | ---- | ---- | ------ | ---- | ------ | ---- |
| 2000 | SK     | 9.00       | 6    | 0    | 0    | 0  | 2  | 0  | 0    | 7     | 7      | 1      | 2    | 1    | 5      | 7    | 7      |      |
| 2001 | SK     | 8.53       | 11   | 0    | 0    | 0  | 0  | 0  | 0    | 19    | 32     | 7      | 3    | 2    | 11     | 18   | 18     |      |
| 2002 | SK     | 0.00       | 5    | 0    | 0    | 0  | 0  | 0  | 0    | 5.2   | 4      | 0      | 0    | 0    | 4      | 1    | 0      |      |
| 2003 | SK     | 6.00       | 25   | 0    | 0    | 0  | 0  | 1  | 2    | 42    | 42     | 10     | 15   | 2    | 30     | 32   | 28     |      |
| 2004 | SK     | 4.88       | 58   | 0    | 0    | 2  | 7  | 0  | 3    | 107   | 99     | 13     | 32   | 16   | 64     | 60   | 58     |      |
| 2005 | SK     | 3.38       | 30   | 2    | 2    | 12 | 9  | 0  | 0    | 154.2 | 146    | 12     | 45   | 12   | 91     | 70   | 58     |      |
| 2006 | SK     | 3.44       | 24   | 0    | 0    | 8  | 6  | 0  | 0    | 107.1 | 107    | 9      | 32   | 13   | 53     | 52   | 41     | 부상 |
| 2007 | SK     | 27.00      | 1    | 0    | 0    | 0  | 0  | 0  | 0    | 1     | 4      | 1      | 0    | 1    | 0      | 3    | 3      |      |
| 2011 | SK     | 9.00       | 4    | 0    | 0    | 1  | 0  | 0  | 0    | 4     | 9      | 0      | 0    | 0    | 3      | 4    | 4      |      |
| 2012 | SK     | 10.50      | 5    | 0    | 0    | 0  | 1  | 0  | 0    | 6     | 8      | 0      | 2    | 1    | 2      | 7    | 7      |      |
| 2013 | KIA    | 4.88       | 55   | 0    | 0    | 1  | 1  | 0  | 8    | 51.2  | 49     | 5      | 35   | 8    | 55     | 35   | 28     |      |
| 2014 | LG     | 5.87       | 11   | 0    | 0    | 0  | 0  | 0  | 1    | 15.1  | 21     | 2      | 9    | 4    | 12     | 15   | 10     |      |
| 2015 | LG     | 4.79       | 37   | 0    | 0    | 0  | 1  | 0  | 3    | 35.2  | 32     | 3      | 18   | 5    | 30     | 19   | 19     |      |
| 2016 | LG     | 4.96       | 49   | 0    | 0    | 3  | 1  | 1  | 9    | 45.1  | 41     | 3      | 24   | 4    | 31     | 26   | 25     |      |
| 2017 | LG     | 0.00       | 3    | 0    | 0    | 0  | 0  | 0  | 0    | 3.2   | 1      | 0      | 0    | 1    | 1      | 0    | 0      |      |
| 통산 | 15시즌 | 4.55       | 324  | 2    | 2    | 27 | 28 | 2  | 26   | 605.1 | 602    | 66     | 217  | 70   | 392    | 349  | 306    |      |

## 참조
1. ↑  이재국 (2016년 7월 15일). “[이재국의 야구여행] 17년만에 온 초대장과 신승현의 ‘별 헤는 밤’”. 스포츠동아. 2019년 12월 9일에 확인함.
2. ↑  SK 신승현 첫 완봉투구…막강 삼성 타선 잠재워 - 동아일보
3. ↑  어 신승현이 누구야! - 세계일보
4. ↑  LG의 손익계산, “이대형↔신승현 모두 윈윈” - MK스포츠
5. ↑  KIA 김상현 진해수↔SK 송은범 신승현 2:2 빅딜 - 스포츠월드 , 2013년 5월 6일 확인
6. ↑  “개인성적”. 한국야구위원회. 2015년 4월 1일. 441면. 2019년 2월 4일에 원본 문서에서 보존된 문서. 2019년 12월 9일에 확인함.
7. ↑  “개인성적”. 한국야구위원회. 2015년 4월 1일. 411면. 2019년 2월 4일에 원본 문서에서 보존된 문서. 2019년 12월 9일에 확인함.
8. ↑  난투극 관련 블로그 포스팅
9. ↑  벌금 관련 뉴스동영상 보관됨 2013-12-03 - 웨이백 머신《SBS NeTV》, 2006년 8월 9일 확인.
10. ↑  호세 신승현, 상벌위 결과...벌금 300만원《스포츠서울》, 2006년 8월 9일 확인